# David Lee Camp

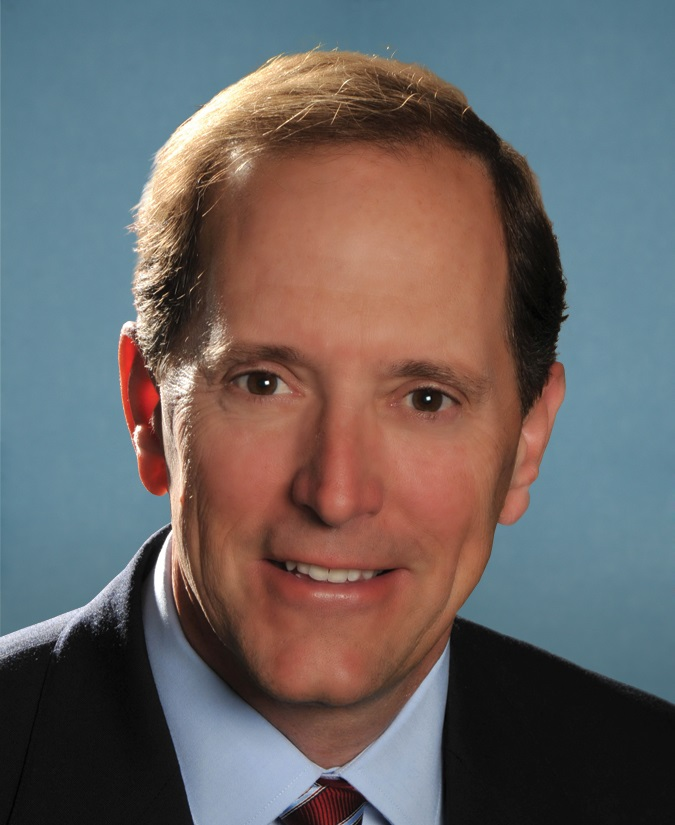
David Lee Camp (2013)

David Lee „Dave“ Camp (* 9. Juli 1953 in Midland, Michigan) ist ein US-amerikanischer Politiker der Republikanischen Partei. Er vertrat den Bundesstaat Michigan von 1991 bis 2015 im US-Repräsentantenhaus.
Dave Camp besuchte die High School in seinem Heimatort Midland. Nachdem er dort 1971 seinen Abschluss gemacht hatte, verbrachte er zwei Studienjahre an der University of Sussex im englischen Brighton. Nach seiner Rückkehr erwarb er 1975 seinen Bachelor-Abschluss am College von Albion sowie 1978 seinen Juris Doctor an der juristischen Fakultät der University of San Diego.
In der Folge arbeitete Camp in der Verwaltung des Midland County; dort gehörte er auch dem Exekutivausschuss der örtlichen Republikanischen Partei an. Für kurze Zeit war er auch als selbständiger Anwalt tätig. Von 1980 bis 1984 war er stellvertretender Attorney General von Michigan, ehe er bis 1987 im Stab des Kongressabgeordneten Bill Schuette beschäftigt war. Zwischen 1989 und 1990 saß er im Repräsentantenhaus von Michigan. Als Schuette 1991 zum Landwirtschaftsminister von Michigan ernannt wurde, trat Dave Camp seine Nachfolge im Kongress an. Dort vertrat er zunächst den 10. Kongresswahlbezirk; nach einer Neuordnung der Bezirke war er ab 1993 Repräsentant des 4. Wahldistrikts. Dieser umfasste neben Camps Heimatort Midland unter anderem die Städte Traverse City und Mount Pleasant.
Camp gewann sämtliche Wiederwahlen, zuletzt im Jahr 2012 mit 63 Prozent der Stimmen gegen die Demokratin Debra Freidell Wirth. Im 108. Kongress fungierte er als stellvertretender Whip der republikanischen Mehrheitsfraktion und gehörte dem Committee on Ways and Means an. In dieser Position unterstützte er maßgeblich Reformen in der Wohlfahrtspolitik. Innerhalb seiner Partei bemüht er sich, eine ausgleichende Position zwischen deren Flügeln einzunehmen. So war er ebenso Mitglied der gemäßigt progressiven Republican Main Street Partnership wie des konservativen Republican Study Committee, die teilweise deutlich unterschiedliche Positionen vertreten. Ab 2011 führte er den Vorsitz im gemeinsamen Steuerausschuss des Kongresses und im Committee on Ways and Means. Im Jahr 2014 entschied er sich, auf eine Wiederwahl zu verzichten, woraufhin er am 3. Januar 2015 aus dem Kongress ausschied. Sein Nachfolger wurde mit John Moolenaar erneut ein Republikaner.